# Włodzimierz Grabowski
Włodzimierz Julian Grabowski (ur. 2 stycznia 1900 w Przemyślu, zm. 5–6 kwietnia 1940 w Kalininie) – major piechoty Wojska Polskiego, działacz niepodległościowy, kawaler Orderu Virtuti Militari, ofiara zbrodni katyńskiej.

## Życiorys
Urodził się 2 stycznia 1900 w Przemyślu, w rodzinie Józefa i Anny z Deców. W 1916 roku wstąpił do Legionów Polskich, ukrywając prawdziwą datę urodzenia. W latach 1916–1939 służył nieprzerwanie w 1 pułku piechoty Legionów, uczestnik wojny polsko-bolszewickiej. 3 maja 1922 został zweryfikowany w stopniu podporucznika ze starszeństwem od 1 czerwca 1919 i 158. lokatą w korpusie oficerów piechoty. Na stopień majora został mianowany ze starszeństwem z dniem 19 marca 1938 i 53. lokatą w korpusie oficerów piechoty. W marcu 1939 na stanowisku dowódcy I batalionu. We wrześniu 1939 roku dowódca I batalionu 1 pułku piechoty Legionów.
Dostał się do sowieckiej niewoli i przebywał w obozie w Ostaszkowie. 4 kwietnia 1940 został przekazany do dyspozycji naczelnika Zarządu NKWD Obwodu Kalinińskiego. 5 lub 6 kwietnia 1940 został zamordowany w Kalininie (obecnie Twer) i pogrzebany w Miednoje. Od 2 września 2000 spoczywa na Polskim Cmentarzu Wojennym w Miednoje.
Był żonaty, miał dwoje dzieci.
5 października 2007 minister obrony narodowej Aleksander Szczygło mianował go pośmiertnie na stopień podpułkownika. Awans został ogłoszony 9 listopada 2007, w Warszawie, w trakcie uroczystości „Katyń Pamiętamy – Uczcijmy Pamięć Bohaterów”.
23 kwietnia 2010 roku przy II Liceum Ogólnokształcącym im. Mikołaja Kopernika przy ul. Ułańskiej 2 w Łowiczu posadzono Dąb Pamięci o imieniu „Włodzimierz” poświęcony Włodzimierzowi Grabowskiemu.

## Ordery i odznaczenia
- Krzyż Srebrny Orderu Virtuti Militari nr 11848 pośmiertnie[10]
- Krzyż Niepodległości – 2 maja 1933 „za pracę w dziele odzyskania niepodległości”[11][12][1][13]
- Krzyż Walecznych czterokrotnie[6][14]
- Srebrny Krzyż Zasługi – 19 marca 1937 „za zasługi w służbie wojskowej”[15][16]
- Medal Pamiątkowy za Wojnę 1918–1921[17]
- Medal Dziesięciolecia Odzyskanej Niepodległości[17]
- łotewski Medal Pamiątkowy 1918-1928 – 6 sierpnia 1929[18]